# Traced in Air
Traced in Air è il secondo album in studio del gruppo musicale statunitense Cynic, pubblicato il 17 novembre 2008 dalla Season of Mist.

## Descrizione
Originariamente previsto per il mese di ottobre, l'album segna la prima pubblicazione del gruppo a distanza di quindici anni da Focus nonché il primo inciso insieme al chitarrista Tymon Kruidenier.
Il 27 settembre 2019 l'album è stato ripubblicato in edizione remixata e rimasterizzata, con nuove parti di basso curate da Sean Malone.

## Tracce
Testi e musiche di Paul Masvidal.
1. Nunc Fluens – 2:56
2. The Space for This – 5:46
3. Evolutionary Sleeper – 3:35
4. Integral Birth – 3:52
5. The Unknown Guest – 4:13
6. Adam's Murmur – 3:29
7. King of Those Who Know – 6:08
8. Nunc Stans – 4:12

Traccia bonus nell'edizione giapponese
1. Adam's Murmur (Demo Version) – 3:28

## Formazione
- Paul Masvidal – voce, chitarra, guitar synth
- Sean Reinert – batteria, percussioni
- Tymon Kruidenier – chitarra, growl
- Sean Malone – basso, Chapman Stick

Altri musicisti
- Amy Correia – voce aggiuntiva

Produzione
- Paul Masvidal – produzione
- Sean Reinert – produzione
- Warren Riker – ingegneria del suono, missaggio
- Chris Bellman – mastering
- Robert Venosa – grafica